# Pető László-Sándor
Pető László-Sándor (Nagyvárad, 1944. március 17. –) erdélyi magyar pedagógus, földrajzi szakíró.

## Életútja
A középiskolát szülővárosában, Nagyváradon végezte, majd Dicsőszentmártonban tanult. Ezt követően a Villamoskohászati Technikum tanulója volt (1961–63). Dolgozott a nagyváradi timföldüzemben is (1963–65), később földrajztanári oklevelet szerzett a kolozsvári Babeș-Bolyai Egyetemen (1971).
1971-1979 között tanított Érkörtvélyesen, Csíkszentdomokoson és Balánbányán, majd kilenc éven át a Hargita megyei Művelődési Bizottságnál a Tudományos Ismeretterjesztő Osztályt vezette. 1989-ben Szigetszentmiklósra költözött.
1989-1992 között a szigetszentmiklósi József Attila általános iskolában, majd nyugdíjazásáig a helyi Batthyány Kázmér nyolcosztályos Gimnázium és a négyosztályos Szakközépiskolában volt főállású földrajz szakos tanár. 
2011-ben nyugdíjba vonult és Mátraballára költözött. Szabadidejében kertészkedik, ugyanakkor teljesítmény-és kéktúrázó.

## Munkássága
Pedagógus, földrajzi szakíró és ismeretterjesztő. Első írását a nagyváradi Fáklya napilapban közölte (1969), ugyanitt még 11 írása jelent meg, ezekben főleg a Bihar-hegység barlangjairól és festői tájairól írt. Tanulmánya Balánbánya fejlődéséről a Csíkszeredai Pedagógusok Háza módszertani füzetében jelent meg. A csíkszeredai Hargita napilapban, az Előrében, A Hétben földrajzi és csillagászati ismeretterjesztő írásokat, tanulmányokat közölt a csíki és kászoni térségek kis- és kézműiparáról, a faipar földrajzi vonatkozásairól; ezenkívül a sajátos balánbányai demográfiai folyamatokról román nyelven jelentek meg írásai a Terra című szakfolyóiratban (1980-84), Hargita megye gyógyturizmusáról pedig a Studii și Cercetări de Geologie-Geografie 1984. évi 31. kötetében.
Önálló munkája: Balánbánya gazdasági-társadalmi fejlődése 1968-1979 között. Módszertani füzet. Csíkszereda 1979.
Oktatói munkája keretében külön hangsúlyt fektetett a tehetséggondozásra. Az 1990-es évek eleje óta, diákjai évente díjakat, előkelő helyezéseket értek el  a földrajz versenyek országos döntőin ( Lóczy Lajos, Less Nándor, Kovács János, Teleki Pál, Országos Középiskolai Tanulmányi Verseny, " Ember-Föld-Világegyetem " Kárpát-medencei komplex természettudományi csapatverseny, stb.). Esetenként a kiváló eredmény jutalma egy-egy külföldi tanulmányút volt. Számos tanulmányi kirándulást szervezett diákjainak, úgy belföldön, mint külföldön.
A gimnázium „Tanulmányi Napok" rendezvénysorozatában aktívan vett részt, úgy, mint előadó, vagy szervező. Meghívására olyan személyiségek tartottak előadást, mint Farkas Bertalan űrhajós, Erős Zsolt sziklamászó, Juhász Árpád geológus, Németh Lajos meteorológus, vagy Temesvárról Toró Tibor akadémikus, atomfizikus, stb.
Tanulmányainak egy része írásban is megjelent a „Toll és Kréta " kiadványban.
1994-ben megvédte doktori disszertációját az Eötvös Loránd Tudomány Egyetemen.
2000-ben könyve jelent meg a CEBA Könyvkiadó gondozásában „Szigetszentmiklós az új évezred küszöbén, majd 2002-ben Dömsöd községről ugyanilyen mottóval.
Oktatói munkásságát helyi és megyei szinten is elismerték. (például a Pest megye szolgálatáért- díjjal).
Nyugdíjba vonulása után megírta Mátraballa krónikáját. Tagja a Magyar Földrajz Társaságnak. 2022-ben részt vesz az EUGEO által meghirdetett GeoNight programban.

## Magánélete
Felesége Pető Ilona, nyugalmazott angol-magyar szakos tanárnő. Van két fia, László és Zsolt, négy unokája Réka, Zsombor, Hunor, Zalán és egy dédunokája, Marco.